# Sangria
Pour les articles homonymes, voir Sangria (voilier).
La sangria est une boisson alcoolisée aux origines controversées. Selon certaines sources, la sangria ne proviendrait pas d'Espagne, mais plutôt des Antilles ou d’Amérique du Sud. C'est au XIXe siècle que les premières références à cette boisson sont faites, toutes sur le continent américain. Toutefois, le père Esteban Torres aurait rapporté dès 1788 que cette boisson délicieuse, inventée par les Anglais, se buvait beaucoup dans les colonies françaises et britanniques aux Antilles.
De nos jours, la sangria reste la boisson alcoolisée typique de l'Espagne et du Portugal. 

Concernant le commerce de cette préparation alcoolisée, en 2014, la Commission européenne a enregistré, au bénéfice de ces deux pays, une protection via une AOP pour cette appellation d'origine.
Cette boisson est composée d'une base de vin rouge dans lequel ont macéré des tranches de fruits avec des épices et de l'eau gazeuse et/ou limonade.

## Origine du nom
L'appellation de cette boisson viendrait de sangre en espagnol (sangue en portugais) qui signifie « sang » en raison de sa couleur rouge foncé typique. D'autres hypothèses évoquent une dérivation de l'expression « sang-gris » des Antilles (boisson à base de vin, de sucre, de citron et d'épices) ou de l'anglais sangaree qui aurait dérivé en « sangria », toujours en référence à la couleur sang du breuvage.
Selon certains historiens, l'expression, « sang-gris », viendrait elle-même du monde de la flibuste, puisque, à cette époque, les pirates avaient l'habitude de mélanger de la poudre noire à leur vin afin d'en relever le goût, ce qui engendrait une boisson de couleur grise. À noter que les Espagnols donnent l'origine du mot « sangria » à la prononciation anglaise sangaree, puisque cette boisson aurait été à la base consommée par les Anglais et les Français dans les Caraïbes. Or, le terme sangaree semble phonétiquement plus proche du français « sang-gris » que de l'espagnol sangre, à l'instar du drapeau pirate nommé « Jolly Roger » en anglais, qui n'est autre qu'une altération du français « Joli rouge », sa couleur à l'origine, puisqu'il signifiait « pas de quartier ».

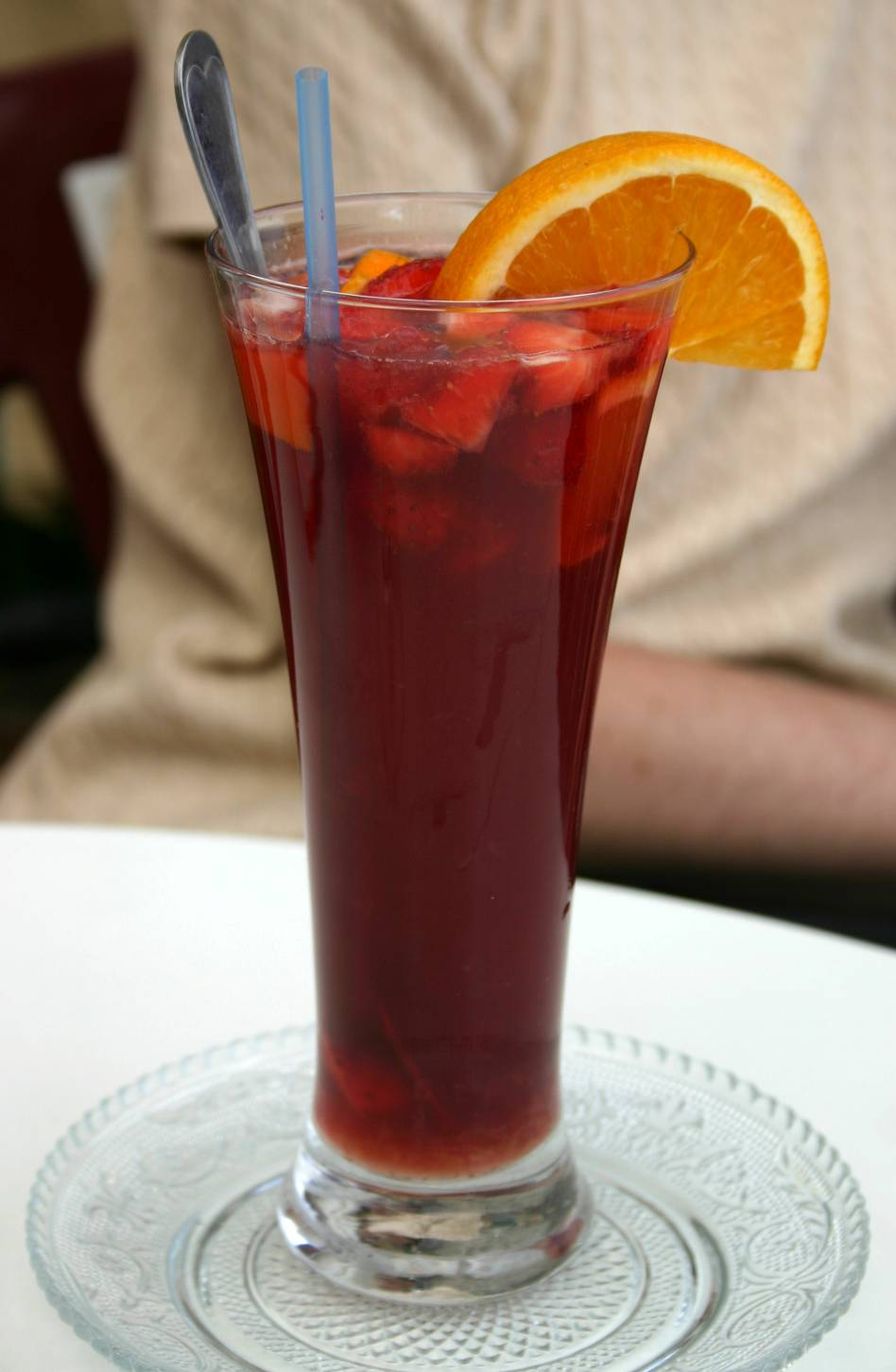
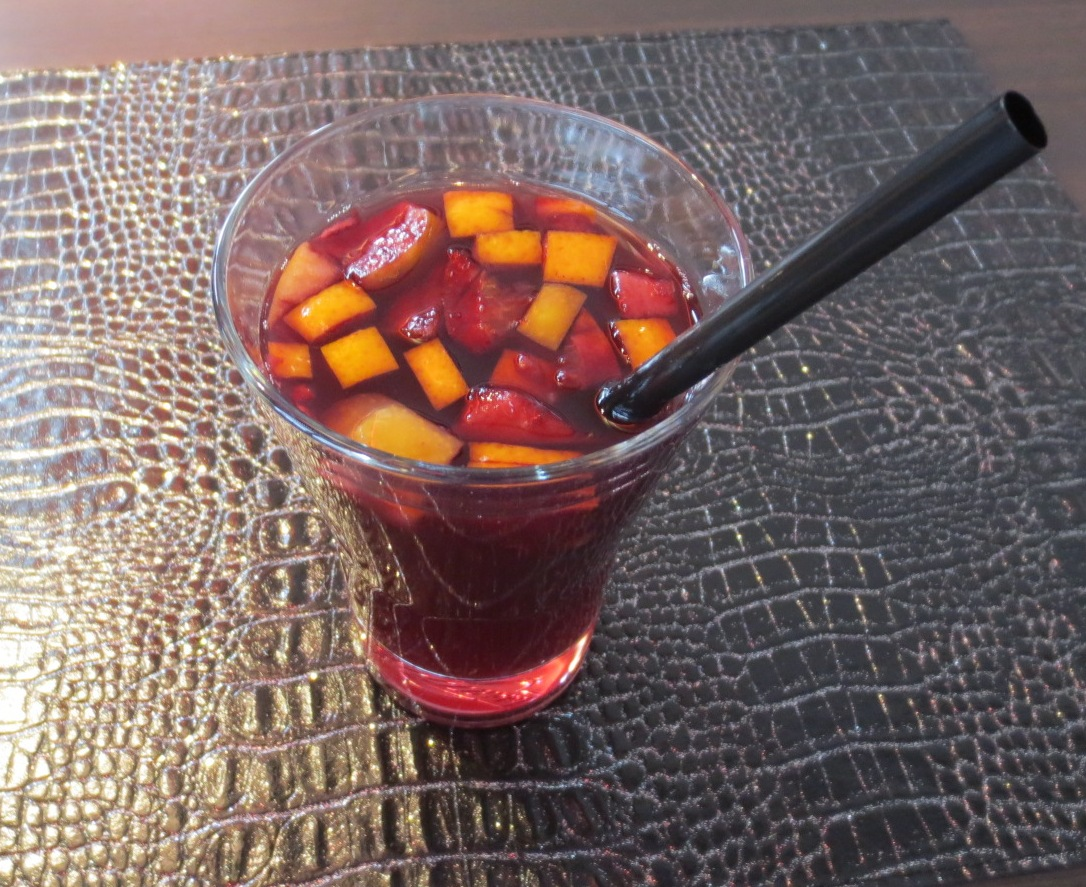

## Ingrédients typiques
Cet apéritif à base de vin rouge, de sucre, de fruits et d'épices est souvent relevé d'un alcool fort et complété d'eau gazeuse ou de limonade. Afin de développer les arômes des fruits mêlés au vin et au sucre, la préparation est mise à macérer au frais environ deux jours.
Les fruits sont, à la base, des oranges et des citrons, mais toutes sortes de variantes sont possibles (fruits de saison en général) : poire, pomme, banane, fraises, pastèque, melon, pêche, nectarine, clémentine, ananas, raisin, kiwi, mangue, etc. Les épices sont généralement de la cannelle et de la vanille.
Le vin liquoreux ajouté est généralement du porto, madère, marsala ou malaga. L'alcool viendra majoritairement de la vodka, du cognac, du triple sec, du brandy ou du rhum blanc (avec un degré d'alcool plus ou moins élevé compris entre environ 4° à 40°).

## Variantes
La sangria ressemble à d'autres boissons espagnoles à base de vin, comme le tinto de verano (vin à l'eau gazeuse), le pitilingorri ou caliguay (vin au soda de citron ou d'orange), le calimocho (vin au Coca-Cola), l'eau de Valence, l'eau de Séville, le zurracapote ou zurra (boisson de La Rioja et certaines provinces du centre de l'Espagne).

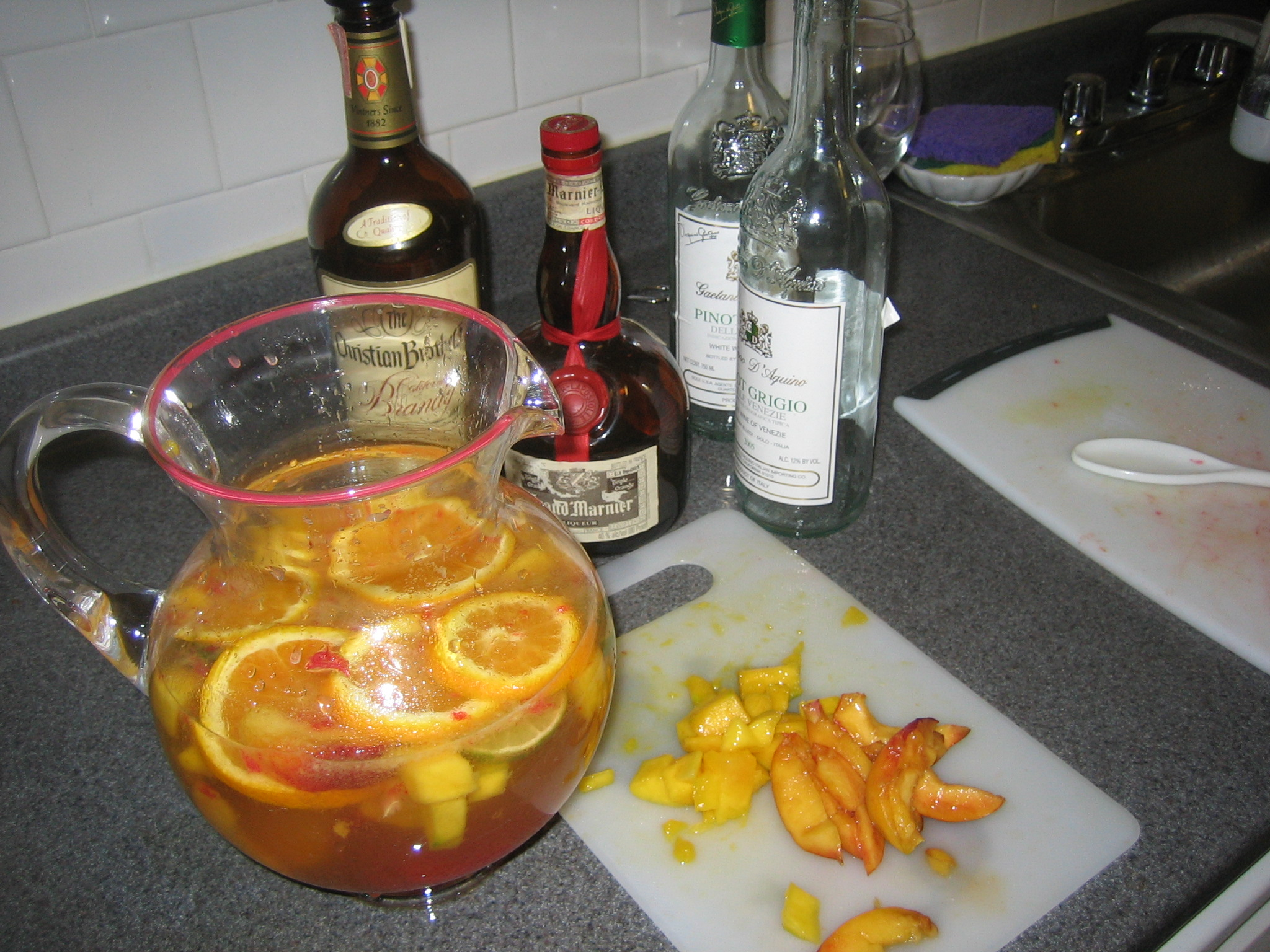
Sangria blanche
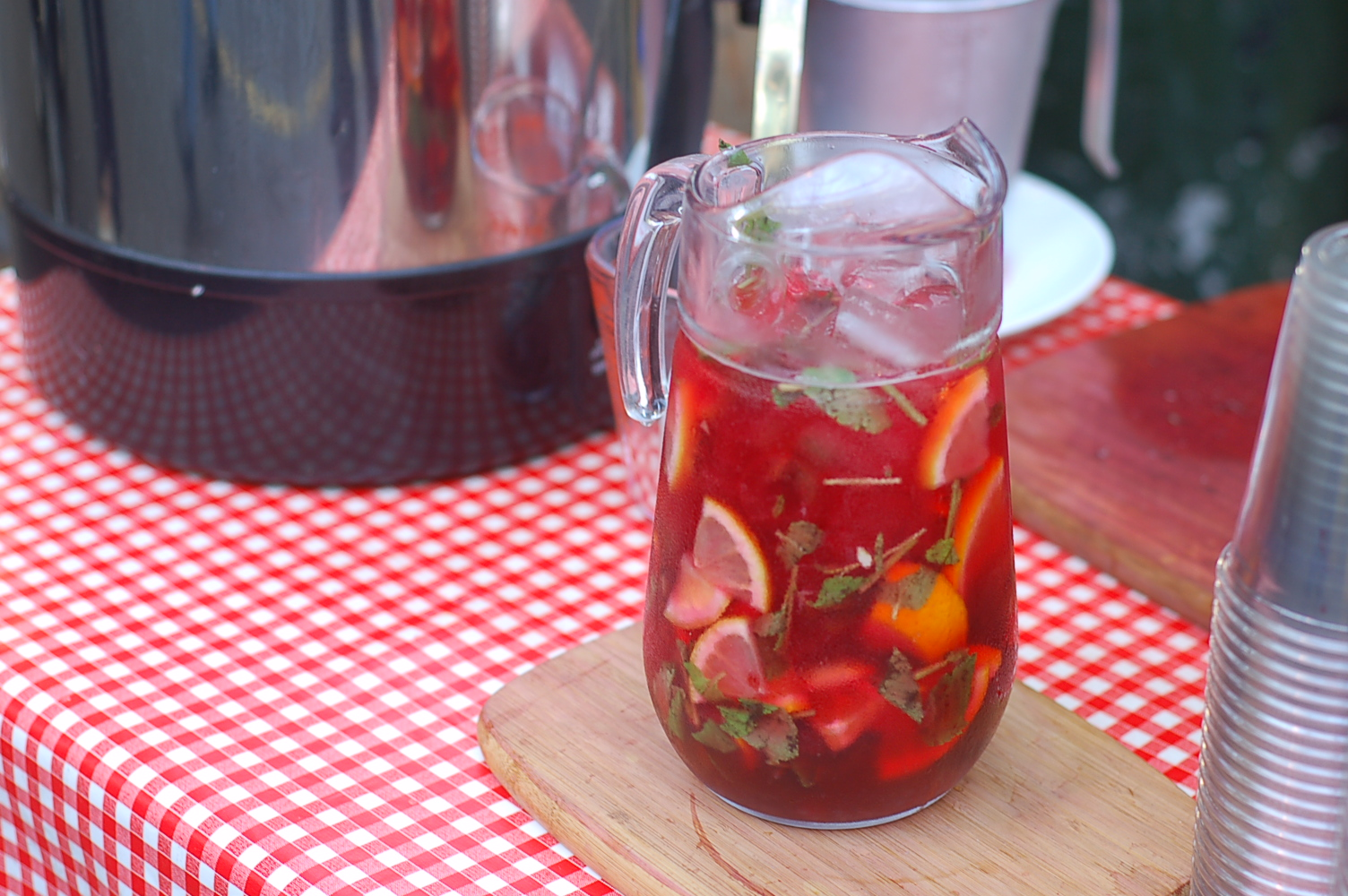
Sangria rose

Les sangrias rosées, sangrias blanches, Orianna, sont des produits très variables dans leurs recettes et l'ingrédient de base est le vin mais blanc ou rosé. De nombreuses boissons sont aussi présentées sous le nom de sangria sans alcool.
Les Sangria Basque Bipero (2003) sont des conceptions et marques déposées récentes.

## Culture populaire
- Dans le film Climax (2018) de Gaspar Noé, des danseurs sombrent dans la démence après avoir bu une sangria mélangée avec du LSD.
- Dans le film Barbecue (2014) de Éric Lavaine, Jean-Mich (Jérôme Commandeur) prépare innocemment une sangria avec les deux bouteilles de Château Petrus 1989 d'Yves (Guillaume de Tonquédec) destinées au repas.